# Skruv
Skruv est une localité de la commune de Lessebo dans le comté de Kronoberg en Suède.
On y trouve la Brasserie Banco, qui fait aujourd'hui partie du groupe Kopparberg, et la Verrerie de Skruf. Le fabricant de snus Skruf est aussi originaire de Sruv. Skruf est l'ancienne orthographe du toponyme.